# Contea di Warren (Australia)
La contea di Warren è una Local Government Area che si trova nel Nuovo Galles del Sud. Essa si estende su una superficie di 10.760 chilometri quadrati e ha una popolazione di 2.845 abitanti. La sede del consiglio si trova a Warren.